# Дерек Ібботсон
Дерек Ібботсон  (англ. Derek Ibbotson, 17 червня 1932, Гаддерсфілд, Англія — 23 лютого 2017, Вейкфілд, Англія) — британський легкоатлет, олімпійський медаліст.

## Виступи на змаганнях
| Дата | Змагання               | Місто    | Місце | Дистанція | Результат |
| ---- | ---------------------- | -------- | ----- | --------- | --------- |
| 1956 | Літні Олімпійські ігри | Мельбурн | III   | 5 000 м   | 13.54,4   |